# 10 000 Women

10 000 Women est un programme organisé par Goldman Sachs et la Fondation Goldman Sachs (en) dans le but de contribuer à la croissance des économies locales en fournissant une formation commerciale, du mentorat et du réseautage, ainsi qu'un accès au capital aux femmes entrepreneures mal desservies à l'échelle mondiale. Le programme a été annoncé le 5 mars 2008 à l'université Columbia. Cette initiative est l’un des plus grands projets philanthropiques dans lesquels la banque a été impliquée. Au cours de ses premières années, le programme était dirigé par Dina Habib Powell, directrice générale de Goldman Sachs.
Le programme se poursuit en 2022. Goldman Sachs a publié un rapport sur l'impact de la pandémie de COVID-19 sur les femmes entrepreneures du point de vue du programme 10 000 Women.

## Processus d'attribution des prix
Dans le cadre de ce programme, Goldman Sachs a engagé un financement de 100 millions de dollars et a établi des partenariats avec des universités d'Europe et des États-Unis et des écoles de commerce dans des économies en développement et émergentes.
L'organisation internationale américaine Vital Voices (en) décerne le prix 10 000 Women Entrepreneurial Achievement Award lors de son événement annuel Global Leadership Awards de 2009 à 2011. Le prix a été décerné à une diplômée du programme 10 000 Women, parrainé par Goldman Sachs. Parmi les lauréats précédents figurent Temituokpe Esisi du Nigeria (2009), Andeisha Farid d'Afghanistan (2010) et Fatema Akbari, également d'Afghanistan (2011).

## Facilité d'opportunités pour les femmes entrepreneures
En mars 2014, la Société financière internationale (SFI) de la Banque mondiale et le programme 10 000 Women de Goldman Sachs ont lancé un programme de financement de 600 millions de dollars appelé Women Entrepreneurs Opportunity Facility pour permettre à 100 000 femmes entrepreneures des marchés émergents d'avoir accès au financement. La SFI a investi initialement 100 millions de dollars dans le programme, et la Fondation Goldman Sachs a fourni 32 millions de dollars, avec 486 millions de dollars supplémentaires attendus de la part d'investisseurs publics et privés.

## Partenaires académiques
- American University of Afghanistan
- Université américaine de Beyrouth
- Université américaine au Caire
- Asian University for Women
- Babson College
- Birla Institute of Management Technology
- Université Brown
- Columbia Business School
- Université Cuttington
- Fundação Dom Cabral
- Fundação Getulio Vargas Escola de Administração de Empresas de São Paulo
- Harvard Business School[11]
- Université de Georgetown / U.S. Afghan Women’s Council
- HEC Paris
- Instituto de Empresa (IE Business School)
- IESE Business School
- Indian School of Business
- Institut européen d'administration des affaires (INSEAD ; campus en France et à Singapour)
- Judge Business School et Cambridge Assessment Group à l'université de Cambridge
- London Business School
- MIT Sloan School of Management
- Mills College
- Monterrey Institute of Technology and Higher Education
- Özyegin University Center for Entrepreneurship (Turquie)
- Pan-Atlantic University, Nigeria
- School of Finance and Banking, Rwanda
- Saïd Business School
- Stanford Graduate School of Business
- Université Strathmore, Kenya
- Symbiosis Institute of International Business
- Thunderbird School of Global Management
- Tsinghua University School of Economics and Management
- United States International University, Kenya
- University of Asia and the Pacific
- University of Cape Town Graduate School of Business
- Université de Dar es Salam
- Université de Leeds
- Wharton School of the University of Pennsylvania
- William Davidson Institute at the University of Michigan
- Yale School of Public Health
- Université du Zhejiang